# Majolique

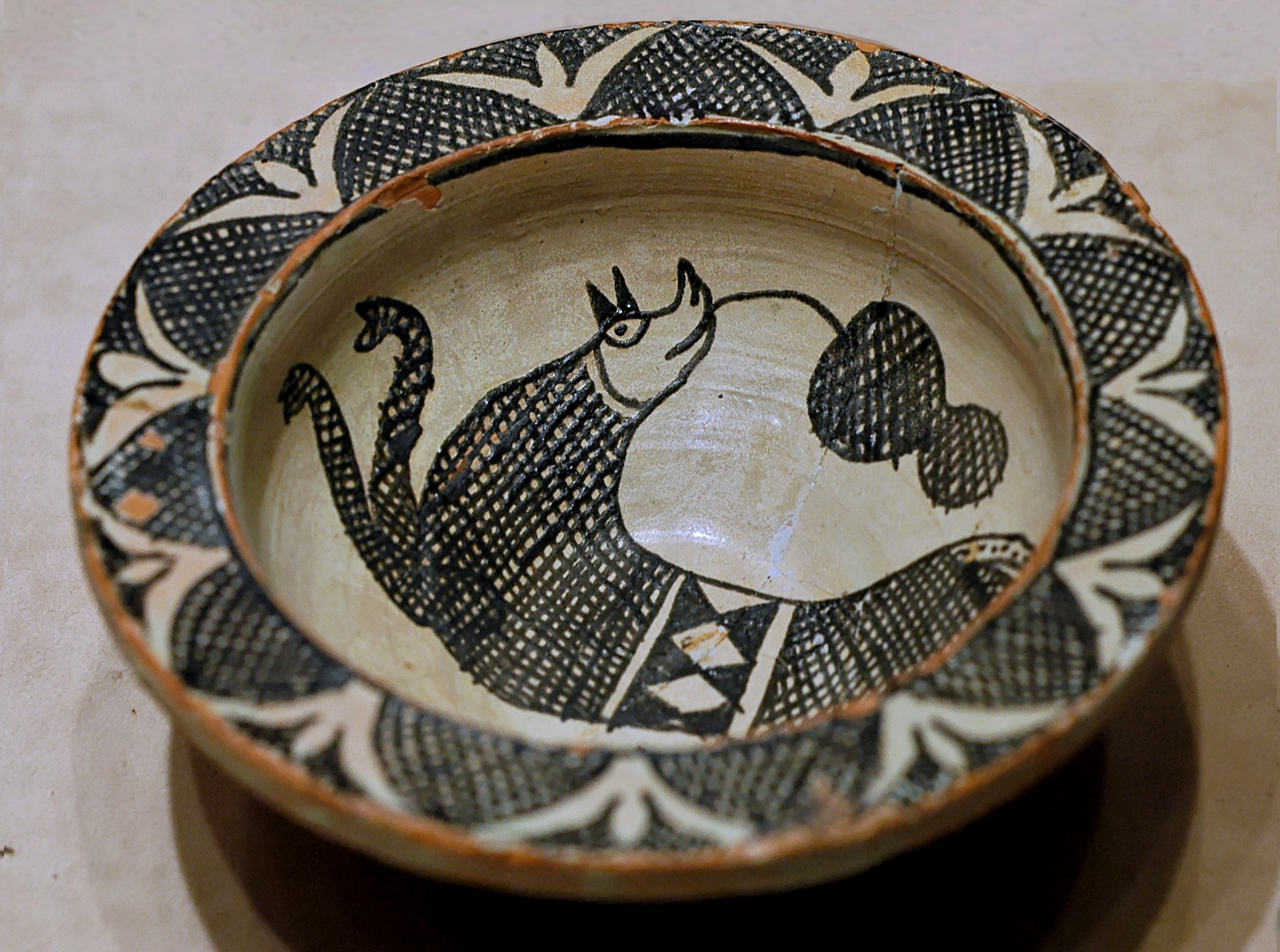
Bol à décor animalier. Majolique archaïque, Ombrie (?), XIV, complexe muséal de Santa Maria della Scala, Sienne, Italie.

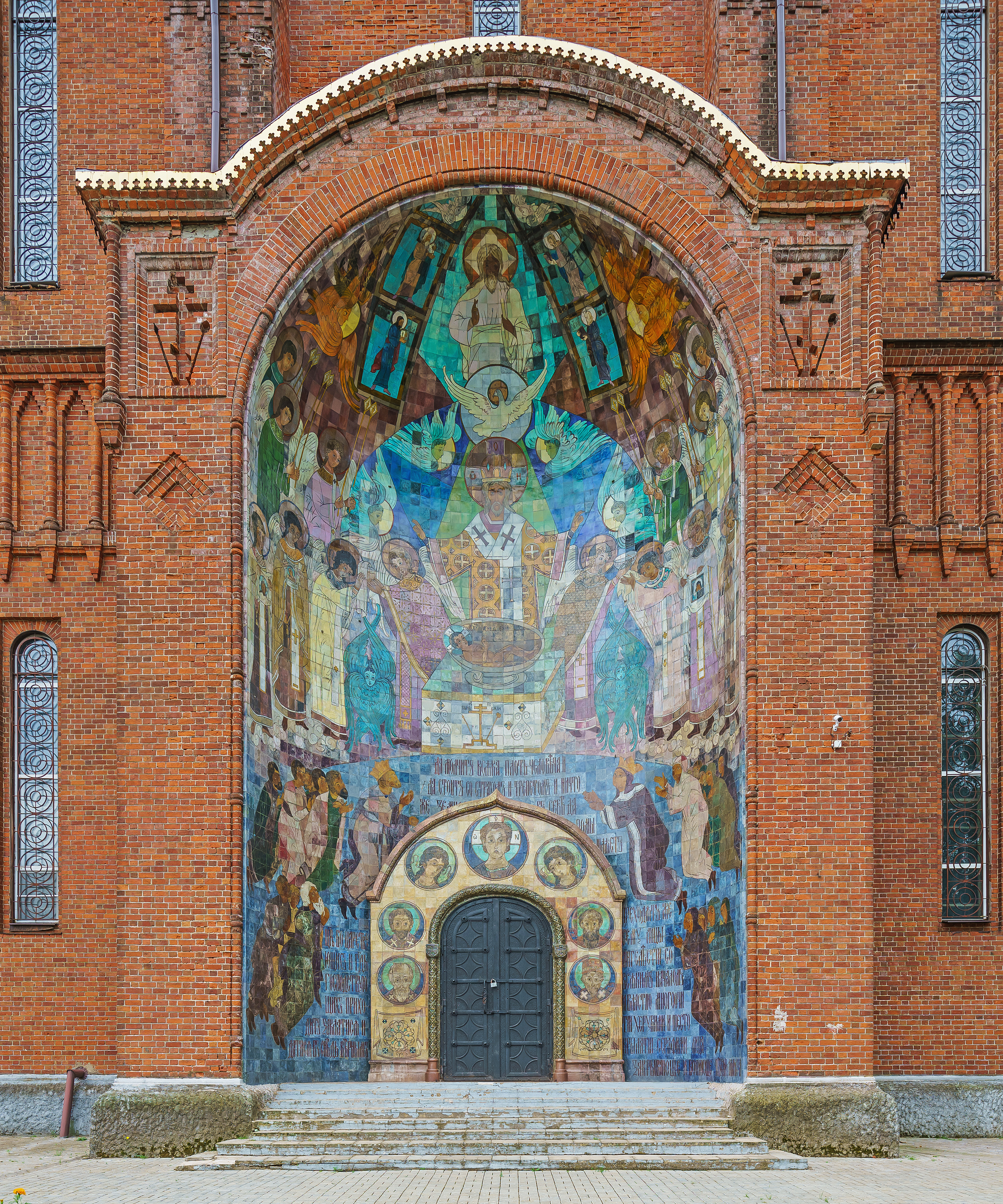
Majolique à l'entrée de l'église de la Résurrection à Vitchouga, Russie. Photo août 2018.

Une majolique est le nom générique qui désigne, en français, une faïence, soit hispano-mauresque, soit italienne de la Renaissance, ou l'une des premières faïences françaises, soit fabriquée par des Italiens, soit fabriquée selon la même technique et dans le goût italien aux XVIe et XVIIe siècles. Aujourd'hui, en italien, maiolica (du castillan mallorca) est synonyme de « faïence ».

## Technique
Il s'agit dans un premier temps d'une céramique à lustre métallique, technique héritée principalement de la Perse musulmane de la seconde moitié du IXe siècle. La céramique lustrée fait alors son chemin en Espagne, puis en Italie, s'éloignant de son modèle oriental. 

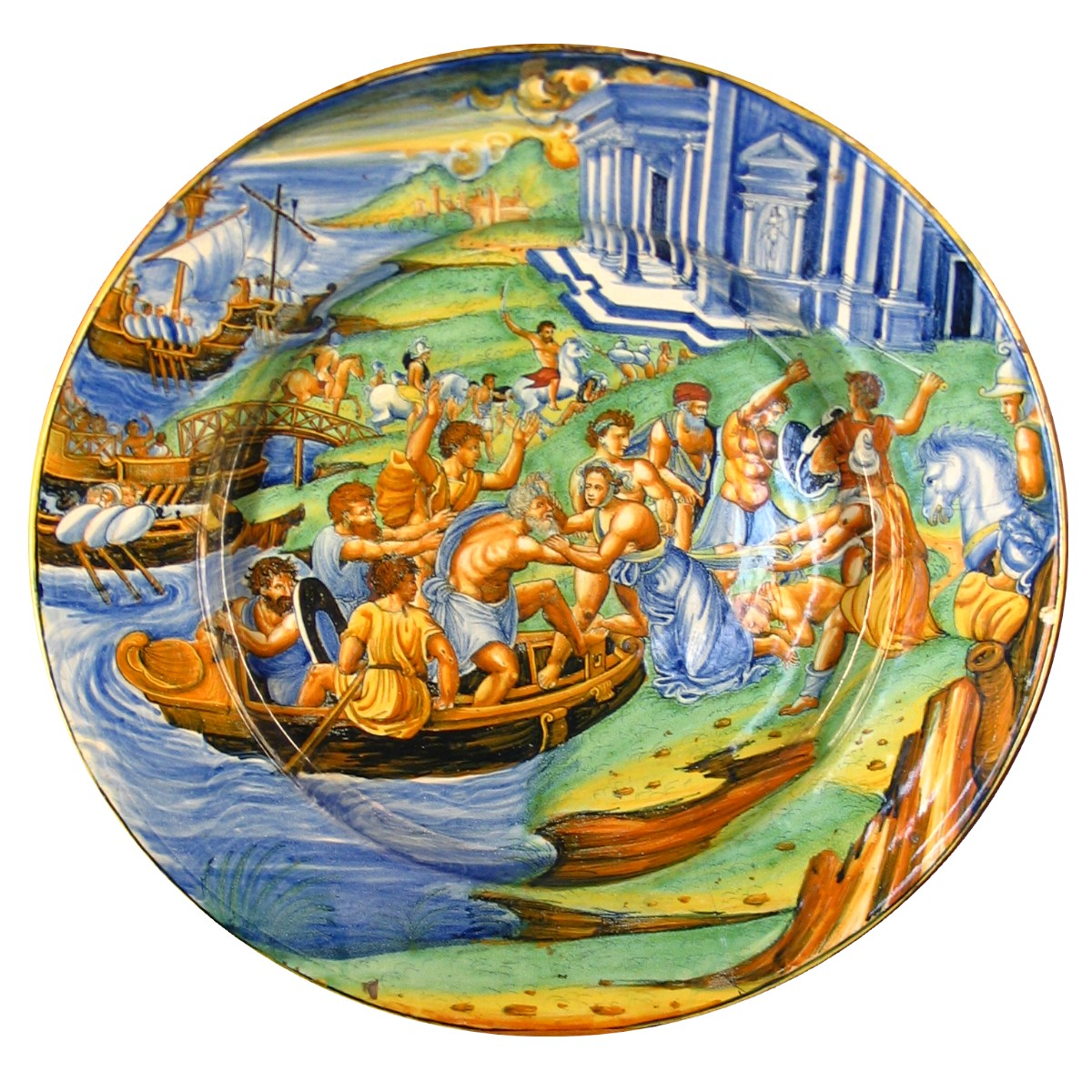
L'enlèvement d'Hélène - Plat en faïence décorée de Montelupo, d'après un motif de Marcantonio Raimondi, réalisée d’après un dessin de Raphaël aujourd’hui disparu, Italie ca 1540-1545, musée d'Ecouen

Le terme majolique désigne par la suite une faïence à émail stannifère : Après séchage, une première cuisson dite de « biscuit » est réalisée aux alentours de 1 000-1 100 °C. La poterie peut alors être émaillée à l’aide d’une glaçure au plomb opacifiée avec de l’oxyde d’étain. Le décor coloré est ensuite peint sur l’émail blanc sec, pulvérulent mais non cuit. Une fois le décor peint, une glaçure de finition translucide à base de plomb - la coperta - qui permet de rehausser les nuances et d’apporter un brillant uniforme est posée. 
L’objet est alors prêt pour une seconde et dernière cuisson à 800-900 °C.

## Historique

### Majorque
La Majolique (ou « Maïolique ») désigne à l'origine des faïences mauresques fabriquées pour l'Italie à Majorque, entre 903 et 1229 ou transitant par cette île après leur fabrication à Valence ou encore à Malaga. 
Portées de Majorque, les majoliques s'introduisent dans toute l'Europe :
- "La Perse, l'Inde ou la Chine devaient avoir, non moins que Majorque ou Malaga, leur influence morale sur un peuple intelligent, livré dès le Moyen Âge à un commerce actif avec les nations de l'extrême-orient" (Albert Jacquemart, 1862).

### L'Italie
Le XVIe siècle est le règne de la majolique italienne. Principalement réalisée en Toscane, dans les Marches italiennes et en Émilie-Romagne, la faïence italienne de la Renaissance est ainsi appelée car sa production aurait été stimulée par l'importation de céramiques espagnoles venant de Valence en Espagne en transitant par l'île de Majorque. Ces céramiques espagnoles étaient caractérisées par leurs reflets métalliques, dus à une technique de lustre d'origine proche-orientale parvenue en Europe par le biais de l'Espagne mauresque à la fin du Moyen Âge. Les potiers italiens ont certainement assimilé, dès le XIIe siècle, la technique d'une majolique archaïque, reconnaissable à ses décors gothiques ou orientaux.
Le premier centre et le plus inventif est situé à Faenza. L'exportation de ses modèles fera apparaître en France le terme « faïence ». Au début du XVIe siècle, les ateliers se multiplient. Les plus importants sont situés à Laterza, Ravenne, Sienne, Deruta, Caffagiolo, Casteldurante, Montelupo fiorentino, Urbino, Pesaro, Venise et offrent une variété impressionnante de décors.

### Diffusion européenne
À la fin du XVIe siècle, ces potiers italiens exportent leur talent et créent des ateliers en France et aux Pays-Bas.

#### Majolique anversoise
Début XVIe siècle, plusieurs faïenciers italiens se trouvent à Anvers qui fait alors partie de l'empire espagnol et à l'intersection des routes commerciales des empires coloniaux naissants. L'histoire a retenu les noms de Guido Savino (Guido Andries), Janne Marie de Capua qui retourna en Italie, Jan Francisco de Bresse, Pietro Frans.
Anvers, ville du luxe et des arts, devient sans aucun doute le foyer céramique d'où les majoliques inaugurées par Guido di Savino vont rayonner dans les Flandres. C'est en effet des Pays-Bas espagnols que sont sorties les terres émaillées de forme italienne déviée qui décorées en bleu et jaune citron à peine relevées parfois de quelques rares émaux verts et violets ont servi de type aux premiers essais de l'ouest de la France et aux matamores de l'Espagne.
Le Siège d'Anvers de 1585 par l'armée espagnole annonce la fin de l'âge d'or anversois. Les artisans italiens se déplacent notamment vers Delft mais aussi Haarlem, Utrecht, Amsterdam et Rotterdam.

#### Faïence de Delft
La chute d'Anvers en 1585 coïncide avec le début du Siècle d'or néerlandais, et pour être plus exact, celui des Provinces-Unies néerlandaises, qui viennent d'acquérir leur autonomie sur l'Empire espagnol. Les artisans italiens d'Anvers, émigrés à Delft contribuent au renouveau de la faïence hollandaise.
L'essor du commerce avec l'extrême-orient, notamment grâce à la fondation en 1602 de la Compagnie néerlandaise des Indes orientales, permet l'arrivée massive des objets en porcelaine chinoises en Europe. Les potiers de Delft virent immédiatement le parti qu'ils pouvaient tirer de la similitude de leur pâte blanche avec les porcelaines chinoises. Lorsque, en 1647, de violents troubles politiques en Chine interrompirent le commerce de la Compagnie, les faïenciers de Delft prirent le relais et fournirent le marché en imitant avec soin la porcelaine chinoise, ce qu'on a appelé aussi « Bleu de Delft ».
Frederik van Frytom et Cornelis Boumeester sont des artistes remarqués de cet art.

#### Majolique languedocienne
Les maîtres languedociens apprennent l'art des couleurs : « le lin blanc, les jaunelis et le bleu » par l'intermédiaire de faïenciers italiens itinérants. Les premiers à être identifiés, à la fois par les textes anciens et par les objets qui leur sont attribués, sont des artisans huguenots, Antoine Syjalon à Nîmes et Pierre Estève à Montpellier. Principalement destinées à la pharmacopée (albarelli), leurs productions, appelées « majoliques languedociennes », imitent les décors polychromes italiens a quartieri où courent des rinceaux feuillagés et fleuris. Dans les années 1540, l'atelier de Masséot Abaquesne à Rouen sera fameux pour ses pots d'apothicaires et deux pavements de majolique peints pour le château de la Bastie d'Urfé et celui d'Écouen.

## Caractères stylistiques

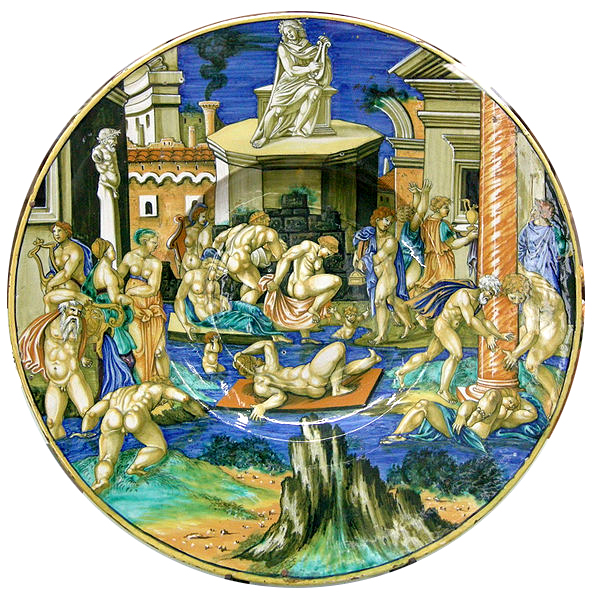
Francesco Xanto Avelli - Plat en faïence décorée d'Urbino, Italie ca 1531.

L'importation de la faïence stannifère espagnole se fait après plusieurs siècles de domination des modèles hispano-mauresques. Les potiers italiens vont mettre à profit l'émail blanc de la faïence pour peindre de véritables tableaux en miniature qui bénéficieront de l'extraordinaire vitalité artistique de la Renaissance italienne. On voit apparaitre dans les décors, dès le début du XVIe siècle, les figures humaines qui supplantent peu à peu les motifs stylisés de la majolique archaïque du haut Moyen Âge. Ces scènes allégoriques rencontreront rapidement le goût du moment et les décors gagneront en finesse et en richesse jusqu'à recouvrir totalement le support blanc de la pâte à faïence.